# ديفيد لينن
ديفيد لينن (بالإنجليزية: David Lunn)‏ هو كاهن أنجليكاني بريطاني، ولد في 16 يوليو 1930 في Tyneside ‏ في المملكة المتحدة.